# Odorrana orba
Espèce
Synonymes
- Rana orba Stuart & Bain, 2005

Statut de conservation UICN

 LC  : Préoccupation mineure
Odorrana orba est une espèce d'amphibiens de la famille des Ranidae.

## Répartition
Cette espèce se rencontre entre 200 et 700 m d'altitude :
- dans le centre du Laos dans les provinces de Borikhamxay et de Khammouane ;
- dans le centre du Viêt Nam dans les provinces de Hà Tĩnh et de Thừa Thiên-Huế.

## Étymologie
Le nom spécifique orba vient du latin orbus, l'orphelin, en référence à l'holotype qui est un juvénile.

## Publication originale
- Stuart & Bain, 2005 : Three new species of spinule-bearing frogs allied to Rana megatympanum Bain, Lathrop, Murphy, Orlov, and Ho, 2003, from Laos and Vietnam. Herpetologica, vol. 61, no 4, p. 478-492 (texte intégral).